# Eugene Byrne
Eugene Byrne (geboren am 25. Februar 1959 in Waterford, Irland) ist ein britischer Schriftsteller. Er ist Autor von Science-Fiction-Romanen und -Kurzgeschichten, zwei Biografien und einer Stadtgeschichte.

## Leben
Der 1959 in Irland geborene Byrne wuchs in Burnham-on-Sea in Somerset auf. 1981 zog er nach Bristol, wo er als Mitbegründer und -herausgeber des Bristoler Magazins Venue tätig war und bis zu dessen Einstellung 2012 dort mitarbeitete.
Seine erste, zusammen mit Kim Newman verfasste Kurzgeschichte Culprits or, Where are they Now? erschien 1990 in dem Science-Fiction-Magazin Interzone. Weitere Kurzgeschichten mit Newman erschienen in den folgenden Jahren und wurden 1997 unter dem Titel Back in the USSA als Fix-up zusammengefasst. Darin wird die alternative Geschichte der United Socialist States of America und deren Konflikt mit dem kapitalistischen russischen Zarenreich von 1912 bis zu ihrem Zusammenbruch 1998 erzählt.
In seinem ersten Roman ThiGMOO (1999) geht es um mit künstlicher Intelligenz ausgestattete virtuelle Nachbildungen historischer Gestalten, die aus einem Museum of the Mind in das World Wide Web ausbrechen und von den Protagonisten wieder eingefangen werden sollen.
Unter dem Pseudonym Myles Burnham verfasste er zwei Kurzgeschichten für die von David Pringle bei  Games Workshop herausgegebene Anthologie Route 666 (1990).
Mit seiner Kurzgeschichte HMS Habakkuk war er 2000 beim Sidewise Award for Alternate History nominiert.
Ab 2006 veröffentlichte er zwei Biografien und eine Stadtgeschichte von Bristol, die von dem Comiczeichner Simon Gurr illustriert wurden.

## Auszeichnungen
- 1993 Interzone Readers Poll für Tom Joad in der Kategorie „Fiction“
- 1996 Interzone Readers Poll für Bagged ’n’ Tagged in der Kategorie „Fiction“

## Bibliografie
Romane
- Back in the USSA (Fix-up, 1997; mit Kim Newman)
- ThiGMOO (1999)
- Things Unborn (2001)

Kurzgeschichten
1990:
- Duel Control (1990, in: David Pringle (Hrsg.): Route 666)
- Four Minute Warning (1990, in: David Pringle (Hrsg.): Route 666)
- Culprits, or Where Are They Now? (in: Interzone, #40 October 1990; mit Kim Newman und Neil Gaiman)

1991:
- In the Air (in: Interzone, #43 January 1991; mit Kim Newman)
- The Wandering Christian (1991, in: Brian Stableford (Hrsg.): Tales of the Wandering Jew; mit Kim Newman)
- Ten Days That Shook the World (in: Interzone, #48 June 1991; mit Kim Newman)

1992:
- Tom Joad (in: Interzone, #65 November 1992; mit Kim Newman)
- Cyril the Cyberpig (in: Interzone, #66 December 1992)

1995:
- Bagged ’n’ Tagged (in: Interzone, #101 November 1995)

1996:
- Abdication Street (in: Interzone, #105 March 1996; mit Kim Newman)
- Alfred’s Imaginary Pestilence (in: Interzone, #109 July 1996)
- Citizen Ed (in: Interzone, #113 November 1996; mit Kim Newman)

1997:
- ThiGMOO (in: Interzone, #120 June 1997)
- Teddy Bears’ Picnic (2 Teile in: Interzone, #122 August 1997  ff.; mit Kim Newman)
- On the Road (1997, in: Kim Newman und Eugene Byrne: Back in the USSA; mit Kim Newman)

2000:
- HMS Habakkuk (in: Interzone, #155 May 2000)

2010:
- Spunkies (2010, in: Colin Harvey (Hrsg.): Dark Spires)

Sachliteratur
- Isambard Kingdom Brunel: A Graphic Biography (Biografie, 2006, mit Simon Gurr)
- The Bristol Story: A Graphic and (Mostly) True History of the Greatest City in the World! (Stadtgeschichte, 2008, mit Simon Gurr)
- Darwin: A Graphic Biography (Biografie, 2009, mit Simon Gurr)